# Межинек (Куявсько-Поморське воєводство)
Межинек (пол. Mierzynek) — село в Польщі, у гміні Любич Торунського повіту Куявсько-Поморського воєводства.
Населення — 300 осіб (2011).
У 1975-1998 роках село належало до Торунського воєводства.

## Демографія
Демографічна структура станом на 31 березня 2011 року:
|          | Загалом | Допрацездатний вік | Працездатний вік | Постпрацездатний вік |
| -------- | ------- | ------------------ | ---------------- | -------------------- |
| Чоловіки | 156     | 48                 | 99               | 9                    |
| Жінки    | 144     | 41                 | 80               | 23                   |
| Разом    | 300     | 89                 | 179              | 32                   |